# Delfino Pescara 1936
Maillots
Le Delfino Pescara 1936 (souvent appelé simplement Pescara et anciennement Pescara Calcio) est un club de football italien basé à Pescara, dans les Abruzzes. Le club évolue en Serie C (D3) lors de la saison 2024-2025.
Fondé en 1936, le club a participé à 7 championnats de Serie A (1977-1978, 1979-1980, 1987-1988, 1988-1989, 1992-1993, 2012-2013, 2016-2017) et à 35 championnats de Serie B.

## Historique

### Les débuts du football à Pescara (1927-1940)
| \| Pescara \| Emplacement de Pescara, en Italie. |
| Pescara                                          |

En 1927, sur proposition de Gabriele D'Annunzio, le gouvernement crée la province de Pescara en fusionnant les deux centres de Pescara et Castellamare en une seule ville. Dans ce contexte, et pour appuyer cet esprit d'unité, les deux clubs locaux se regroupent au sein d'un club nommé Tito Acerbo, qui n'a qu'une vie éphémère. En 1930, est fondé l'Abruzzo Sports Club, entraîné par un entraîneur professionnel. L'équipe, lors de la saison 1931-1932, sa deuxième en Campionato di Seconda Divisione Regionale (Championnat de Deuxième Division) termine champion. L'équipe, dirigée par Pietro Piselli, adopte en 1932-1933 le nom Associazione Sportiva Pescara, mais après deux ans seulement il est dissout en raison de problèmes financiers.
En 1936, grâce à l'action d'Angelo Vetta, l'équipe renait toujours avec le nom d' Associazione Sportiva Pescara. Le nouveau club, qui adopte comme couleurs le blanc et le bleu, a comme premier entraîneur Edmondo De Amicis et fait ses débuts en 1937-1938 dans le groupe D de la Prima Divisione Abruzzese (Première Division Abruzzese), et obtient immédiatement la promotion en Serie C. Les deux années suivantes, Pescara termine 8e avec pour entraîneur Pietro Piselli, puis 6e sous Armando Bonino.

### La première promotion en Serie B (1940-1951)
À la fin de la saison 1940-41 Pescara connaît sa première promotion en Serie B. En effet, l'équipe, entraînée par le champion du monde Mario Pizziolo et des éléments forts comme Mario Tontodonati (qui évoluera par la suite en Serie A avec Bari puis la Roma) remporte son groupe de Serie C en totalisant 44 points puis, au second tour finit à la deuxième place derrière l'US Fiumana, ce qui lui permet d'accéder à la série B. L'année suivante, l'équipe manque de peu la promotion en Serie A en se classant derrière Vicence.
Pendant le reste de la Seconde Guerre mondiale, l'équipe joue dans un tournoi local appelé Championnat abruzzais, qu'il remporte. Après la fin des hostilités, en 1945-1946, Pescara est inscrit dans une ligue mixte divisée en deux groupes mis en place sur une base géographique et qui fait office de première division nationale. Pescara termine la première saison à la sixième place au sein du groupe de méridionale, puis, après une troisième puis une huitième place dans les éditions suivantes, l'équipe est placée dans la poule sud de Serie B. Depuis la saison 1948-1949, Pescara vit une période de crise avec deux relégations consécutives qui la fait sombrer en Promozione.

### La remontée de la saison 2011-2012
La saison 2011-2012 est une saison exceptionnelle pour le Pescara du XXIeme siècle, en effet l'équipe devient championne de Série B alors qu'elle n'a pas joué en Serie A depuis le début des années 90. Le club est porté par un trio de jeunes joueurs composé de Marco Verratti, Lorenzo Insigne et Ciro Immobile. Ils deviendront tous les trois membres de l'équipe nationale italienne dans les années qui suivront. Immobile terminera la saison meilleur buteur de Serie B avec 28 buts.
À la fin de la saison, ces trois futurs internationaux, ainsi que l'entraîneur Zdeněk Zeman seront attirés dans des clubs plus importants, tandis que Pescara ne parviendra pas à se maintenir dans l'élite du championnat italien l'année suivante.

## Palmarès et résultats

### Palmarès
| Compétitions nationales | Compétitions régionales |
| - Serie B (D2) : - Champion (2) : 1987 et 2012. - Serie C (D3) : - Champion (2) : 1941 (gr. F), 1974 (gr. C). - 2025 : Playoff Série C - Promozione Interregionale (D4) : - Champion (1) : 1952 (gr. L). - IV Serie (D4) : - Champion (1) : 1956 (gr. G). - Serie D (D4) : - Champion (1) : 1973 (gr. H). |                         |

### Records individuels
|   | Nom                  | Matchs | Dates                           |
| - | -------------------- | ------ | ------------------------------- |
| 1 | Ottavio Palladini    | 322    | 1992-1998, 2000-2004            |
| 2 | Michele Gelsi        | 305    | 1989-1992, 1994-2000            |
| 3 | Gianfranco De Marchi | 295    | 1966-1976                       |
| 4 | Federico Giampaolo   | 257    | 1994-1997, 1999-2001, 2002-2005 |
| 5 | Bruno Nobili         | 248    | 1974-1982                       |

|   | Nom                | Buts | Dates                           |
| - | ------------------ | ---- | ------------------------------- |
| 1 | Mario Tontodonati  | 120  | 1940-1943, 1945-1946, 1953-1959 |
| 2 | Federico Giampaolo | 65   | 1994-1997, 1999-2001, 2002-2005 |
| 3 | Marco Sansovini    | 54   | 2007-2008, 2009-2012, 2015-2016 |
| 4 | Michele Gelsi      | 49   | 1989-1992, 1994-2000            |
| 5 | Ottavio Palladini  | 48   | 1992-1998, 2000-2004            |

## Identité du club

### Changements de nom
- 1936-1944 : Società Sportiva Pescara
- 1944-1974 : Associazione Sportiva Pescara
- 1974-2009 : Pescara Calcio
- 2009- : Delfino Pescara 1936

## Joueurs et personnalités du club

### Joueurs emblématiques
- Blaž Slišković
- Morgan De Sanctis
- Dunga
- Júnior
- Roger Mendy
- Alexandru Mitriță
- Massimiliano Allegri
- Stefano Borgonovo
- Emanuele Calaiò
- Andrea Carnevale
- Mauro Esposito
- Ilyas Zeytulaev
- Marco Verratti
- Ciro immobile
- Gianluca Lapadula
- Lorenzo Insigne